# カミ・アンドリュー
カミ・アンドリュー（1975年3月1日 - ）は、アメリカ合衆国フロリダ州出身のポルノ女優である。
生年は1980年とするものもある。

## 経歴
彼女は2003年から業界で働き始め、2006年現在、90本以上の作品に出演している。さらに2005年からは監督としても活動を始める。また、ストリッパーとしてアメリカ中を回っている。ピッツバーグ・スティーラーズの熱狂的なファンである。